# Штучний попит
Штучний попит — попит на те, на що за відсутності засобів вливу, попиту не існує. Має суперечливі застосування в мікроекономіці (стратегія «накачати та злити») та в рекламі.
Попит зазвичай сприймається як штучний, коли він збільшує споживчу корисність дуже неефективно. Наприклад, лікар, що призначає непотрібні операції, створить штучний попит на них. Державні витрати, що мають за головну мету забезпечення робочих місць для населення також називаються «штучним попитом».
Одним із засобів створення штучного є реклама в засобах масової інформації, яка може створити штучний попит на розрекламовані товари, послуги, закони, платформи та ін.